# Liste der Kulturdenkmäler in Nack
In der Liste der Kulturdenkmäler in Nack sind alle Kulturdenkmäler der rheinland-pfälzischen Ortsgemeinde Nack aufgeführt. Grundlage ist die Denkmalliste des Landes Rheinland-Pfalz (Stand: 25. März 2025).

## Einzeldenkmäler
| Bezeichnung                          | Lage                                                | Baujahr                   | Beschreibung | Bild                           |
| ------------------------------------ | --------------------------------------------------- | ------------------------- | --- | ------------------------------ |
| Hunolsteiner Hof                     | Bechenheimer Straße 19 Lage                         | 1813                      | Hofanlage; Herrenhaus zweigeschossig in barocken Formen, Oberlichtportal bezeichnet 1813, mit bauzeitlichem Türblatt, im Inneren bauzeitliches Treppenhaus und Stuckdecke; Bruchsteinscheune, ehemaliger Kuh- und Pferdestall; Hofmauer mit Torpfeiler und Fußgängerpforte (erneuert); großer eingefriedeter Garten mit Pavillon, wohl aus den 1920er Jahren | BW                             |
| Evangelische Kirche                  | Hauptstraße 55 Lage                                 | 1903/04                   | neugotische Saalkirche mir Nordturm, nach Plänen des Alzeyer Kreisbauinspektors Eduard Heinrich Langgässer, 1903/04 | weitere Bilder Fotos hochladen |
| Katholische Kirche Maria Himmelfahrt | Hauptstraße 59 Lage                                 | 1901/02                   | späthistoristische Saalkirche, nach Plänen des Alzeyer Kreisbauinspektors Eduard Heinrich Langgässer, 1901/02 | weitere Bilder Fotos hochladen |
| Dorfgemeinschaftshaus                | Hauptstraße 65 Lage                                 | 1911/12                   | ehemalige Schule; Mansardwalmdachbau, 1911/12 | BW                             |
| Hofanlage                            | Hauptstraße 68 Lage                                 | 19. Jahrhundert           | Hofanlage, 19. Jahrhundert; spätklassizistisches Wohnhaus mit neugotischen Anklängen; ehemalige Pferdestall und Bruchsteinscheune, profilierter Hoftorpfeiler | BW                             |
| Grabmäler                            | östlich des Ortes an der K 7, auf dem Friedhof Lage | Ende des 19. Jahrhunderts | Grabmäler in neuer Aufstellung: Grabmal Philipp Maaß IV. († 1880), Stele mit vegetabilisch aufgefasstem Giebel; Grabmal Eheleute Philipp Wilhelm Correll III. († 1895), Obelisk; Grabmal Johannes Maaß III., († 1888), reliefierte Giebelstele mit Engelskopf                                                                                                | weitere Bilder Fotos hochladen |
| Wasserbehälter                       | südlich des Ortes an der L 407 Lage                 | 1928                      | Sandstein-Bossenquadertypenbau, bezeichnet 1928 | BW                             |